# Вілфред Бунґеї
Вілфред Бунґеї  (англ. Wilfred Bungei, 24 липня 1980) — кенійський легкоатлет, олімпійський чемпіон.

## Виступи на Олімпіадах
| Олімпіада  | Дисципліна        | Місце |
| ---------- | ----------------- | ----- |
| Афіни 2004 | біг на 800 метрів | 5     |
| Пекін 2008 | біг на 800 метрів | 1     |